# 綾瀬市立城山中学校
綾瀬市立城山中学校（あやせしりつ しろやまちゅうがっこう）は、神奈川県綾瀬市早川にある公立中学校で、通称は「城中」。2020年5月時点の生徒数は518名。

## 沿革
- 1977年（昭和52年）4月 - 綾瀬町立城山中学校 開校
- 1978年（昭和53年）11月 - 市制施行に伴い 綾瀬市立城山中学校 と改称[2]

## クラブ活動

### 運動部
- 陸上競技部
- 女子バレーボール部
- バスケットボール部
- サッカー部
- 軟式野球部
- ソフトテニス部
- 卓球部
- バドミントン部
- 剣道部

### 文化部
- 放送部
- 吹奏楽部
- パソコン部
- クラフト部
- 英語部[1]

## 通学区域
- 綾瀬市
  - 小園, 小園南, 早川, 早川城山, 綾西,
吉岡東1丁目, 吉岡（一部）

進学前小学校は綾西小学校と早園小学校である。

## 著名な出身者
- 石井貴(元プロ野球選手)元西武ライオンズ